# Мордовская Полянка
Мордовская Полянка — деревня в составе  Мордовско-Пишлинского сельского поселения Рузаевского района Республики Мордовия.

## География
Находится на расстоянии примерно 10 км на северо-запад от районного центра города Рузаевка.

## История
Учтена в 1914 году как деревня Инсарского уезда из 11 дворов, основана в начале XX века переселенцами из села Мордовская Пишля.

## Население
Постоянное население составляло 21 человек (мордва-мокша 95%) в 2002 году, 18 в 2010 году .